# Эзоп (спектакль)
«Эзоп» — спектакль Ленинградского Большого драматического театра, поставленный Георгием Товстоноговым.

## История спектакля
Спектакль по пьесе Гильерме Фигейредо «Лиса и виноград» был поставлен в БДТ в 1957 году и стал важной вехой в истории театра. Придя в феврале 1956 года в Большой драматический, переживавший затяжной кризис и потерявший зрителей, Георгий Товстоногов в первый год работы свою главную задачу видел в возвращении зрителей в забытый ими театр и в буквальном смысле слова «завлекал» их комедиями «Шестой этаж» А. Жери и «Когда цветёт акация» Н. Винникова, «Безымянной звездой» М. Себастиану…. Именно с философской притчи Фигейредо, спектакля, впервые представленного зрителям 23 марта 1957 года и ставшего настоящим событием театральной жизни, одним из символов «оттепели», начался новый БДТ, «театр Товстоногова».
Название «Эзоп» Товстоногов дал своему спектаклю не случайно: пьесу Фигейредо, писала М. Строева, можно было прочесть, в соответствии с названием, как историю о «лисе и винограде», то есть как лирическую драму, в которой центральное место заняла бы трагическая история любви, — Товстоногов поставил спектакль об Эзопе, поставил как «героическую комедию», и центральным конфликтом её стал выбор между свободой и рабством.

### Спектакль 1967 года («Лиса и виноград»)
В сентябре 1967 года, уже под названием «Лиса и виноград», спектакль был возобновлён с новым составом исполнителей: Эзопа играл Сергей Юрский, Ксанфа — Олег Басилашвили, Клею — Наталья Тенякова, Агностоса — Вадим Медведев. Фактически это был уже другой спектакль: наступило иное время, и «оттепельный» пафос из «Лисы и винограда» ушёл, усилилось фарсовое начало. Во второй редакции иронии было больше, чем героики, а финал спектакля («Где здесь пропасть для свободных людей?»), по мнению литературоведа Б. Бурсова, очень напоминал финал «Горя от ума».

### Фильм-спектакль
В 1961 году на киностудии «Ленфильм» был создан фильм-спектакль «Эзоп (Лиса и виноград)» (экранная версия первой редакции спектакля БДТ), с использованием возможностей кинематографа: так, открывает фильм-спектакль панорама пустыни, по которой движутся рабы с тяжёлой поклажей; рассказ Эзопа о корзине с хлебом сопровождается соответствующим видеорядом; если на сцене БДТ в финале Эзоп покидал дом Ксанфа и дальнейшее театр предоставлял воображению зрителя, то фильм-спектакль показывает, как он в сопровождении стражи и толпы народа направляется к обрыву и бросается в бушующее море.
В 1962 году фильм-спектакль (как телефильм) был отмечен призом на Международном фестивале телевизионных фильмов в Монте-Карло.

## Сюжет
Действие происходит в Древней Греции, на Самосе, в V веке до н. э.
Служанка Мели наряжает свою скучающую госпожу, Клею, и развлекает её рассказом о споре философов на городской площади. В то время как Мели восхищается мужем госпожи, философом Ксанфом, Клею гораздо больше интересует капитан стражи из Афин, для него, а не для мужа она наряжается, и не скрывает этого от служанки. Ксанф представляется Клее человеком ограниченным, заурядным и чудовищно однообразным, — вот сейчас он придёт и скажет, как всегда: «Клея, радость моя, я привёз тебе подарок!»
Именно с этими словами появляется Ксанф, а очередным подарком оказывается уродливый раб по имени Эзоп — «самый уродливый во всей Греции», как утверждает Ксанф. Клея просит убрать прочь «эту гадость», но раб, который держится с нерабским достоинством, рассказывает ей басню о том, как люди равным образом привыкают и к красоте, и к уродству. Ему удаётся заинтересовать Клею. Из рассказа самого Эзопа и Ксанфа Клея узнаёт, что во время путешествия Эзоп нашёл для её мужа клад, но не получил обещанной свободы, вместо этого Ксанф приказал его высечь. Клея, возмущенная несправедливостью мужа, просит отпустить раба, но Ксанф отказывается: Эзоп ещё не созрел для свободы.
Постепенно Клея привыкает к внешности Эзопа, а глубокий ум, остроумие и оригинальность выгодно отличают его от Ксанфа. Сочувствуя Эзопу, Клея в отсутствие Ксанфа предлагает ему бежать; но Эзоп не хочет жить под постоянным страхом быть пойманным, ибо это не свобода.
В один из дней Ксанф приводит в дом «мудреца» — человека, который ничего не хочет, ничем не дорожит и никого не любит. Это тот самый капитан стражи из Афин, к которому неравнодушна Клея, Агностос. После продолжительных возлияний Ксанф ввязывается в пьяный спор о том, может ли он выпить море, и в пылу спора подписывает бумагу с обещанием выпить море — или, в случае неисполнения, передать Агностосу свой дом и своё имущество. Возмущённая поведением мужа, Клея уходит из дома. Философ обещает даровать Эзопу свободу, если он вернёт ему жену: положение брошенного мужа слишком позорно и унизительно. И Эзоп находит способ вернуть Клею; но Ксанф в очередной раз обманывает его.
Тем временем в Клее просыпается чувство к Эзопу, она предлагает рабу отомстить Ксанфу — заключить её в свои объятия; Эзоп признаётся Клее в любви, но отказывается от неё. Оскорблённая женщина обвиняет его перед мужем в домогательствах; но Ксанфу уже не до Клеи: Агностос требует исполнения обещания, — Ксанф готов заискивать перед Эзопом и даже обвинить жену в том, что она сама спровоцировала раба.
Эзоп находит для Ксанфа выход: философ обещал выпить только море, но не подвизался пить воду впадающих в него рек; пусть отделят воду рек, и тогда Ксанф выпьет море.
Народ догадывается о том, что выход для Ксанфа нашёл Эзоп, и требует его освобождения. Клея хочет уйти вместе Эзопом, но Ксанф соглашается даровать свободу своему рабу лишь при условии, что Клея останется.
Проходит время, Ксанф, исчерпавший запас басен Эзопа, которые он перед учениками выдавал за собственные, пытается сочинять сам, но безуспешно. В дом к нему приводят связанного Эзопа: его обвиняют в краже золотого сосуда из храма Аполлона в Дельфах. Но Эзоп не повинен в краже: сосуд в его котомку положила Клея, чтобы вернуть его в дом Ксанфа. По закону, свободный человек за такое преступление должен быть сброшен в пропасть, раба должен наказать его хозяин, — Эзопа привели к Ксанфу, потому что в Дельфах его считают рабом: Эзоп спрятал освободивший его папирус. Но только для того, чтобы ещё раз увидеть Клею.
И Ксанф, и Клея убеждают Эзопа признать себя рабом, сжечь документ об освобождении и таким образом спасти свою жизнь; но Эзоп выбирает «пропасть для свободных людей».

## Действующие лица и исполнители
| Актёр                                           | Роль                    |
| ----------------------------------------------- | ----------------------- |
| Николай Корн                                    | философ Ксанф           |
| Нина Ольхина                                    | его жена Клея           |
| Зинаида Шарко и Инна Кондратьева (в телеверсии) | служанка Мели           |
| Виталий Полицеймако                             | Эзоп                    |
| Павел Луспекаев                                 | капитан стражи Агностос |
| Всеволод Кузнецов                               | Начальник стражи        |
| Борис Васильев                                  | Эфиоп                   |

### Спектакль БДТ 1967 года («Лиса и виноград»)
| Актёр                                | Роль                    |
| ------------------------------------ | ----------------------- |
| Олег Басилашвили                     | философ Ксанф           |
| Наталья Тенякова                     | его жена Клея           |
| Татьяна Тарасова и Галина Фигловская | служанка Мели           |
| Сергей Юрский                        | Эзоп                    |
| Вадим Медведев                       | капитан стражи Агностос |
| Валерий Караваев                     | Эфиоп                   |

## Создатели спектакля
- Постановка и оформление Г. А. Товстоногова
- Режиссёр Р. А. Сирота
- Композиторы: Н. С. Симонян и Ю. Г. Прокофьев